# Arquebisbat de Rosario
L'arquebisbat de Rosario (espanyol: arquidiócesis de Rosario; llatí: Archidioecesis Rosariensis) és una seu metropolitana de l'Església catòlica a l'Argentina. L'any 2014 tenia 1.710.000 batejats d'un total d'1.924.000 habitants. Actualment està regida per l'arquebisbe Eduardo Eliseo Martín.

## Territori
L'arxidiòcesi comprèn quatre departaments de la província de Santa Fe: Belgrano, Iriondo, Rosario i San Lorenzo, a més de parts dels departaments de Caseros i de Constitución.
La seu arxiepiscopal és la ciutat de Rosario, on es troba la catedral de la Mare de Déu del Roser.
El territori s'estén sobre 13.500  km² i està dividit en 123 parròquies.

## Història
La diòcesi de Rosario va ser erigida el 20 d'abril de 1934 mitjançant la butlla Nobilis Argentinae nationis del Papa Pius XI, prenent el territori de l'arxidiòcesi de Santa Fe (avui arquebisbat de Santa Fe de la Vera Cruz), de la qual n'era originàriament sufragània.
El 5 de juliol de 1947, per efecte de la butlla Ut in cathedralibus del Papa Pius XII, s'instituí el capítol de la catedral.
El 12 d'agost de 1963 cedí una porció del seu territori perquè s'erigís el bisbat de Venado Tuerto, i contextualment va ser elevada al rang d'arxidiòcesi metropolitana.

## Cronologia episcopal
- Antonio Caggiano † (13 de setembre de 1934 - 15 d'agost de 1959 nomenat arquebisbe de Buenos Aires)
- Silvino Martínez † (21 de setembre de 1959 - 27 de gener de 1961 mort)
- Guillermo Bolatti † (11 de juliol de 1961 - 7 d'agost de 1982 mort)
- Jorge Manuel López † (19 de gener de 1983 - 20 de novembre de 1993 jubilat)
- Eduardo Vicente Mirás (20 de novembre de 1993 - 22 de desembre de 2005 jubilat)
- José Luis Mollaghan (22 de desembre de 2005 – 19 de maig de 2014 nomenat membre de la Congregació per a la Doctrina de la Fe a la Comissió d'examen de recursos dels eclesiàstics per delicta graviora)
- Eduardo Eliseo Martín, des del 4 de juliol de 2014

## Estadístiques
A finals del 2014, la diòcesi tenia 1.710.000 batejats sobre una població d'1.924.000 persones, equivalent al 88,9% del total.
| any  | població  | població  | població | sacerdots | sacerdots       | sacerdots       | sacerdots             | diàques | religiosos | religiosos | parroquies |
| ---- | --------- | --------- | -------- | --------- | --------------- | --------------- | --------------------- | ------- | ---------- | ---------- | ---------- |
| any  | batejats  | total     | %        | total     | clergat secular | clergat regular | batejats por sacerdot | diàques | homes      | dones      |            |
| 1950 | 900.000   | 944.400   | 95,3     | 227       | 106             | 121             | 3.964                 |         | 172        | 725        | 75         |
| 1964 | 1.000.001 | 1.030.000 | 97,1     | 270       | 131             | 139             | 3.703                 |         | 245        | 730        | 81         |
| 1970 | 1.150.000 | 1.250.000 | 92,0     | 261       | 121             | 140             | 4.406                 |         | 200        | 800        | 97         |
| 1976 | 1.275.877 | 1.367.550 | 93,3     | 254       | 107             | 147             | 5.023                 | 1       | 184        | 700        | 112        |
| 1980 | 1.418.000 | 1.519.000 | 93,4     | 252       | 104             | 148             | 5.626                 | 1       | 188        | 650        | 108        |
| 1990 | 1.616.000 | 1.729.000 | 93,5     | 260       | 146             | 114             | 6.215                 | 1       | 187        | 500        | 109        |
| 1999 | 911.000   | 1.620.000 | 56,2     | 265       | 153             | 112             | 3.437                 |         | 160        | 315        | 118        |
| 2000 | 922.000   | 1.640.000 | 56,2     | 245       | 151             | 94              | 3.763                 |         | 132        | 307        | 120        |
| 2001 | 900.000   | 1.600.000 | 56,3     | 256       | 155             | 101             | 3.515                 |         | 154        | 307        | 120        |
| 2002 | 1.485.000 | 1.650.000 | 90,0     | 265       | 137             | 128             | 5.603                 |         | 196        | 305        | 121        |
| 2003 | 1.485.000 | 1.650.000 | 90,0     | 243       | 153             | 90              | 6.111                 | 2       | 161        | 205        | 121        |
| 2004 | 1.501.620 | 1.700.000 | 88,3     | 226       | 149             | 77              | 6.644                 | 2       | 127        | 141        | 121        |
| 2014 | 1.710.000 | 1.924.000 | 88,9     | 248       | 175             | 73              | 6.895                 | 3       | 114        | 235        | 123        |